# Австралия на зимних Олимпийских играх 2010
Австралия на зимних Олимпийских играх 2010 была представлена 40 спортсменами в пяти видах спорта.

## Медалисты

### Золото
| Золото |               |                         |
| №      | Спортсмены    | Вид спорта (дисциплина) |
| 1      | Тора Брайт    | Сноубординг (хафпайп)   |
| 2      | Лидия Лассила | Фристайл (акробатика)   |

### Серебро
| Серебро |                |                         |
| №       | Спортсмены     | Вид спорта (дисциплина) |
| 1       | Дейл Бегг-Смит | Фристайл (могул)        |

## Результаты соревнований

### Биатлон
Мужчины
| Соревнование         | Спортсмены       | Стрельба | Результат | Место |
| -------------------- | ---------------- | -------- | --------- | ----- |
| Спринт               | Алексей Альмуков | 3+1      | 30:57,9   | 87    |
| Индивидуальная гонка | Алексей Альмуков | 1+1+2+0  | 57:37,6   | 78    |

### Бобслей

#### Бобслей
Мужчины
| Соревнование | Спортсмены                                               | 1 заезд   | 1 заезд | 2 заезд   | 2 заезд | 3 заезд   | 3 заезд | 4 заезд   | 4 заезд | Итоговый результат | Итоговое место |
| Соревнование | Спортсмены                                               | Результат | Место   | Результат | Место   | Результат | Место   | Результат | Место   | Итоговый результат | Итоговое место |
| ------------ | -------------------------------------------------------- | --------- | ------- | --------- | ------- | --------- | ------- | --------- | ------- | ------------------ | -------------- |
| Двойки       | Крис Спринг, Данкан Харви (Энтони Райан)*                | 53,14     | 21      | 54,41     | 21      | 53,18     | 22      |           |         | 2:40,73            | 22             |
| Двойки       | Джереми Роллстон, Данкан Пью                             | DNS       | —       | —         | —       | —         | —       | —         | —       | DNS                | —              |
| Четвёрки     | Джереми Роллстон, Данкан Пью, Данкан Харви, Энтони Райан | DNS       | —       | —         | —       | —         | —       | —         | —       | DNS                | —              |

Женщины
| Соревнование | Спортсмены                             | 1 заезд   | 1 заезд | 2 заезд   | 2 заезд | 3 заезд   | 3 заезд | 4 заезд   | 4 заезд | Итоговый результат | Итоговое место |
| Соревнование | Спортсмены                             | Результат | Место   | Результат | Место   | Результат | Место   | Результат | Место   | Итоговый результат | Итоговое место |
| ------------ | -------------------------------------- | --------- | ------- | --------- | ------- | --------- | ------- | --------- | ------- | ------------------ | -------------- |
| Двойки       | Астрид Лок-Уилкинсон, Сесилия Макинтош | 54,85     | 20      | 54,66     | 18      | 55,16     | 20      |           |         | 2:44,67            | 19             |

- После двух заездов произошла смена разгоняющего.

#### Скелетон
| Соревнование | Спортсмены         | 1 заезд   | 1 заезд | 2 заезд   | 2 заезд | 3 заезд   | 3 заезд | 4 заезд   | 4 заезд | Итоговый результат | Итоговое место |
| Соревнование | Спортсмены         | Результат | Место   | Результат | Место   | Результат | Место   | Результат | Место   | Итоговый результат | Итоговое место |
| ------------ | ------------------ | --------- | ------- | --------- | ------- | --------- | ------- | --------- | ------- | ------------------ | -------------- |
| Мужчины      | Энтони Дин         | 54,55     | 24      | 54,12     | 21      | 54,68     | 25      |           |         | 2:43,35            | 23             |
| Женщины      | Эмма Линкольн-Смит | 54,28     | 6       | 54,41     | 7       | 54,54     | 11      | 54,40     | 10      | 3:37,63            | 10             |
| Женщины      | Мелисса Хоар       | 54,73     | 12      | 54,48     | 8       | 54,48     | 10      | 54,53     | 12      | 3:38,22            | 12             |

### Коньковые виды спорта

#### Конькобежный спорт
Женщины
| Соревнование | Спортсмены | 1 попытка | 1 попытка | 2 попытка | 2 попытка | Результат | Место |
| Соревнование | Спортсмены | Результат | Место     | Результат | Место     | Результат | Место |
| ------------ | ---------- | --------- | --------- | --------- | --------- | --------- | ----- |
| 500 метров   | Софи Мюйр  | 39,64     | 31        | 39,400    | 27        | 79,04     | 29    |
| 1000 метров  | Софи Мюйр  |           |           |           |           | 1:18,799  | 30    |

#### Фигурное катание
| Соревнование              | Спортсмены | Короткая программа | Короткая программа | Произвольная программа | Произвольная программа | Всего     | Всего |
| Соревнование              | Спортсмены | Результат          | Место              | Результат              | Место                  | Результат | Место |
| ------------------------- | ---------- | ------------------ | ------------------ | ---------------------- | ---------------------- | --------- | ----- |
| Женское одиночное катание | Челтзи Ли  | 52,16              | 18                 | 86,00                  | 20                     | 138,16    | 20    |

- Австралия, фигуристы которой не прошли квалификацию, получила место в женском одиночном катании после того как от него последовательно отказались Грузия, Израиль и Чехия.

#### Шорт-трек
Мужчины
| Соревнование | Спортсмены | Отборочный раунд | Отборочный раунд | Четвертьфинал | Четвертьфинал | Полуфинал | Полуфинал | Финал     | Финал     | Финал     | Итоговое место |
| Соревнование | Спортсмены | Результат        | Место            | Результат     | Место         | Результат | Место     | Название  | Результат | Место     | Итоговое место |
| ------------ | ---------- | ---------------- | ---------------- | ------------- | ------------- | --------- | --------- | --------- | --------- | --------- | -------------- |
| 1000 метров  | Лаклан Хэй | 1:26,132         | 4                | не прошёл     | не прошёл     | не прошёл | не прошёл | не прошёл | не прошёл | не прошёл | 26             |

Женщины
| Соревнование | Спортсмены         | Отборочный раунд | Отборочный раунд | Четвертьфинал | Четвертьфинал | Полуфинал | Полуфинал | Финал     | Финал     | Финал     | Итоговое место |
| Соревнование | Спортсмены         | Результат        | Место            | Результат     | Место         | Результат | Место     | Название  | Результат | Место     | Итоговое место |
| ------------ | ------------------ | ---------------- | ---------------- | ------------- | ------------- | --------- | --------- | --------- | --------- | --------- | -------------- |
| 500 метров   | Татьяна Бородулина | 44,901           | 3                | не прошла     | не прошла     | не прошла | не прошла | не прошла | не прошла | не прошла | 21             |
| 1000 метров  | Татьяна Бородулина | 1:32,509         | 1                | 1:32,465      | 2             | 1:29,663  | 3         | B         | 1:32,661  | 4         | 7              |
| 1500 метров  | Татьяна Бородулина |                  |                  | 2:27,408      | 2             | 2:21,617  | 4         | B         | 2:43,051  | 3         | 11             |

### Лыжные виды спорта

#### Горнолыжный спорт
Мужчины
| Соревнование     | Спортсмены  | Результат | Место |
| ---------------- | ----------- | --------- | ----- |
| Скоростной спуск | Крэйг Брэнч | 1:57,19   | 34    |
| Скоростной спуск | Джоно Броэр | 1:58,08   | 39    |
| Супергигант      | Крэйг Брэнч | 1:32,89   | 29    |
| Супергигант      | Джоно Броэр | 1:32,92   | 30    |

#### Лыжные гонки
Мужчины
Дистанция
| Соревнование           | Спортсмены | Результат | Место |
| ---------------------- | ---------- | --------- | ----- |
| 15 км свободным стилем | Бен Сим    | 35:48,6   | 45    |
| Гонка преследования    | Бен Сим    | 1:23:25,8 | 47    |

Спринт
| Соревнование     | Спортсмены          | Квалификация | Квалификация | Четвертьфинал | Четвертьфинал | Полуфинал | Полуфинал | Финал     | Финал     |
| Соревнование     | Спортсмены          | Результат    | Место        | Результат     | Место         | Результат | Место     | Результат | Место     |
| ---------------- | ------------------- | ------------ | ------------ | ------------- | ------------- | --------- | --------- | --------- | --------- |
| Спринт           | Пол Маррей          | 3:52,96      | 55           | не прошёл     | не прошёл     | не прошёл | не прошёл | не прошёл | не прошёл |
| Командный спринт | Бен Сим, Пол Маррей |              |              |               |               | 19:57,0   | 10        | не прошли | не прошли |

Женщины
Спринт
| Соревнование | Спортсмены     | Квалификация | Квалификация | Четвертьфинал | Четвертьфинал | Полуфинал | Полуфинал | Финал     | Финал     |
| Соревнование | Спортсмены     | Результат    | Место        | Результат     | Место         | Результат | Место     | Результат | Место     |
| ------------ | -------------- | ------------ | ------------ | ------------- | ------------- | --------- | --------- | --------- | --------- |
| Спринт       | Эстер Боттомли | 4:05,12      | 50           | не прошла     | не прошла     | не прошла | не прошла | не прошла | не прошла |

#### Сноуборд
Хафпайп
| Соревнование | Спортсмены     | Квалификация | Квалификация | Квалификация | Полуфинал | Полуфинал | Полуфинал | Финал     | Финал     | Финал     |
| Соревнование | Спортсмены     | 1 спуск      | 2 спуск      | Место        | 1 спуск   | 2 спуск   | Место     | 1 спуск   | 2 спуск   | Место     |
| ------------ | -------------- | ------------ | ------------ | ------------ | --------- | --------- | --------- | --------- | --------- | --------- |
| Мужчины      | Бен Мэйтс      | 28,3         | 29,6         | 9            | 3,66      | 27,5      | 11        | не прошёл | не прошёл | не прошёл |
| Мужчины      | Скотт Джеймс   | 7,6          | 28,2         | 12           | не прошёл | не прошёл | не прошёл | не прошёл | не прошёл | не прошёл |
| Женщины      | Тора Брайт     | 41,3         | 45,8         | 1            |           |           |           | 5,9       | 45,0      | 1         |
| Женщины      | Холли Кроуфорд | 38,6         | 39,5         | 7            | 17,3      | 41,7      | 1         | 23,9      | 30,3      | 8         |

Бордеркросс
| Соревнование | Спортсмены     | Квалификация | Квалификация | 1/8 финала | Четвертьфинал | Полуфинал | Финал     | Место |
| Соревнование | Спортсмены     | Результат    | Место        | 1/8 финала | Четвертьфинал | Полуфинал | Финал     | Место |
| ------------ | -------------- | ------------ | ------------ | ---------- | ------------- | --------- | --------- | ----- |
| Мужчины      | Дэймон Халлер  | 1:21,81      | 9            | 2          | 4             | не прошёл | не прошёл | 10    |
| Мужчины      | Алекс Паллин   | 1:20,15      | 1            | 3          | не прошёл     | не прошёл | не прошёл | 17    |
| Женщины      | Стефани Хиккей | 1:35,3       | 18           |            | не прошла     | не прошла | не прошла | 18    |

Параллельный гигантский слалом
| Соревнование | Спортсмены   | Квалификация | Квалификация | Квалификация | Квалификация | 1/8 финала         | Четвертьфинал      | Полуфинал          | Финал              | Место |
| Соревнование | Спортсмены   | 1 спуск      | 2 спуск      | Всего        | Место        | Соперник Результат | Соперник Результат | Соперник Результат | Соперник Результат | Место |
| ------------ | ------------ | ------------ | ------------ | ------------ | ------------ | ------------------ | ------------------ | ------------------ | ------------------ | ----- |
| Женщины      | Джоханна Шоу | 43,41        | 42,69        | 1:26,10      | 19           | не прошла          | не прошла          | не прошла          | не прошла          | 19    |

#### Фристайл
Могул
| Соревнование | Спортсмены     | Квалификация | Квалификация | Финал     | Финал     |
| Соревнование | Спортсмены     | Результат    | Место        | Результат | Место     |
| ------------ | -------------- | ------------ | ------------ | --------- | --------- |
| Мужчины      | Дейл Бегг-Смит | 25,03        | 4            | 26,58     | 2         |
| Мужчины      | Рэмоун Купер   | 21,11        | 27           | не прошёл | не прошёл |
| Женщины      | Бриттни Кокс   | 19,87        | 23           | не прошла | не прошла |

Акробатика
| Соревнование | Спортсмены    | Квалификация | Квалификация | Квалификация | Квалификация | Финал     | Финал     | Финал     | Финал     |
| Соревнование | Спортсмены    | 1 прыжок     | 2 прыжок     | Сумма        | Место        | 1 прыжок  | 2 прыжок  | Сумма     | Место     |
| ------------ | ------------- | ------------ | ------------ | ------------ | ------------ | --------- | --------- | --------- | --------- |
| Мужчины      | Дэвид Моррис  | 105,09       | 115,93       | 221,02       | 13           | не прошёл | не прошёл | не прошёл | не прошёл |
| Женщины      | Лидия Лассила | 85,65        | 81,90        | 167,55       | 9            | 106,25    | 108,49    | 214,74    | 1         |
| Женщины      | Джеки Купер   | 87,88        | 75,11        | 162,99       | 11           | 90,82     | 103,47    | 194,29    | 5         |
| Женщины      | Лиз Гарднер   | 89,00        | 75,60        | 164,60       | 10           | 63,09     | 23,61     | 86,70     | 12        |
| Женщины      | Бри Манро     | 74,37        | 69,09        | 143,46       | 18           | не прошла | не прошла | не прошла | не прошла |

Ски-кросс
| Соревнование | Спортсмены   | Квалификация | Квалификация | 1/8 финала | Четвертьфинал | Полуфинал | Финал     |           |
| Соревнование | Спортсмены   | Результат    | Место        | 1/8 финала | Четвертьфинал | Полуфинал | Финал     |           |
| ------------ | ------------ | ------------ | ------------ | ---------- | ------------- | --------- | --------- | --------- |
| Мужчины      | Скотт Неллер | 1:13,85      | 12           | 2          | 2             | 3         | 7         |           |
| Женщины      | Дженни Оуэнс | 1:19,80      | 15           | 2          | 3             | не прошла | не прошла | не прошла |
| Женщины      | Катя Крема   | 1:20,19      | 17           | 2          | 3             | не прошла | не прошла | не прошла |

### Санный спорт
Женщины
| Соревнование | Спортсмены          | 1 заезд   | 1 заезд | 2 заезд   | 2 заезд | 3 заезд   | 3 заезд | 4 заезд   | 4 заезд | Итоговый результат | Итоговое место |
| Соревнование | Спортсмены          | Результат | Место   | Результат | Место   | Результат | Место   | Результат | Место   | Итоговый результат | Итоговое место |
| ------------ | ------------------- | --------- | ------- | --------- | ------- | --------- | ------- | --------- | ------- | ------------------ | -------------- |
| Одиночки     | Ханна Кэмпбелл-Пегг | 42,527    | 25      | 42,570    | 26      | 42,606    | 21      | 42,519    | 21      | 2:50,222           | 23             |